# Синалоа
Синало̀а (на испански: Sinaloa) е един от 31-те щата на Мексико, разположен в северозападната част на страната. Синалоа е с население от 2 966 321 жители (2015 г., 14-и по население), а общата площ на щата е 58 238 км², което го прави 17-ия по площ щат в Мексико. Столица на щата е град Кулиакан.

## География
Синалоа граничи на север с щата Сонора, на североизток с щата Чиуауа, на изток с Дуранго и на юг с Наярит. Естествена западна граница на щата е Тихият океан, както и част от Калифорнийския залив.

## Икономика
Синалоа, както и много други мексикански щати, е производител и износител на пилета и пилешки продукти, с което осигурява препитанието на много хора в щата. Голяма част от населението на Синалоа се занимава и със земеделие.